# Droga krajowa B235 (Niemcy)
Droga krajowa 235 (niem. Bundesstraße 235, B 235) – niemiecka droga krajowa przebiegająca  z północy na południe od skrzyżowania z autostradą A43 koło Senden do skrzyżowania z autostradą A44 na węźle Witten-Zentrum koło Witten w Nadrenii Północnej-Westfalii.